# La Récréation (magazine)
 (janvier 2022).
Pour les articles homonymes, voir La Récréation (homonymie).

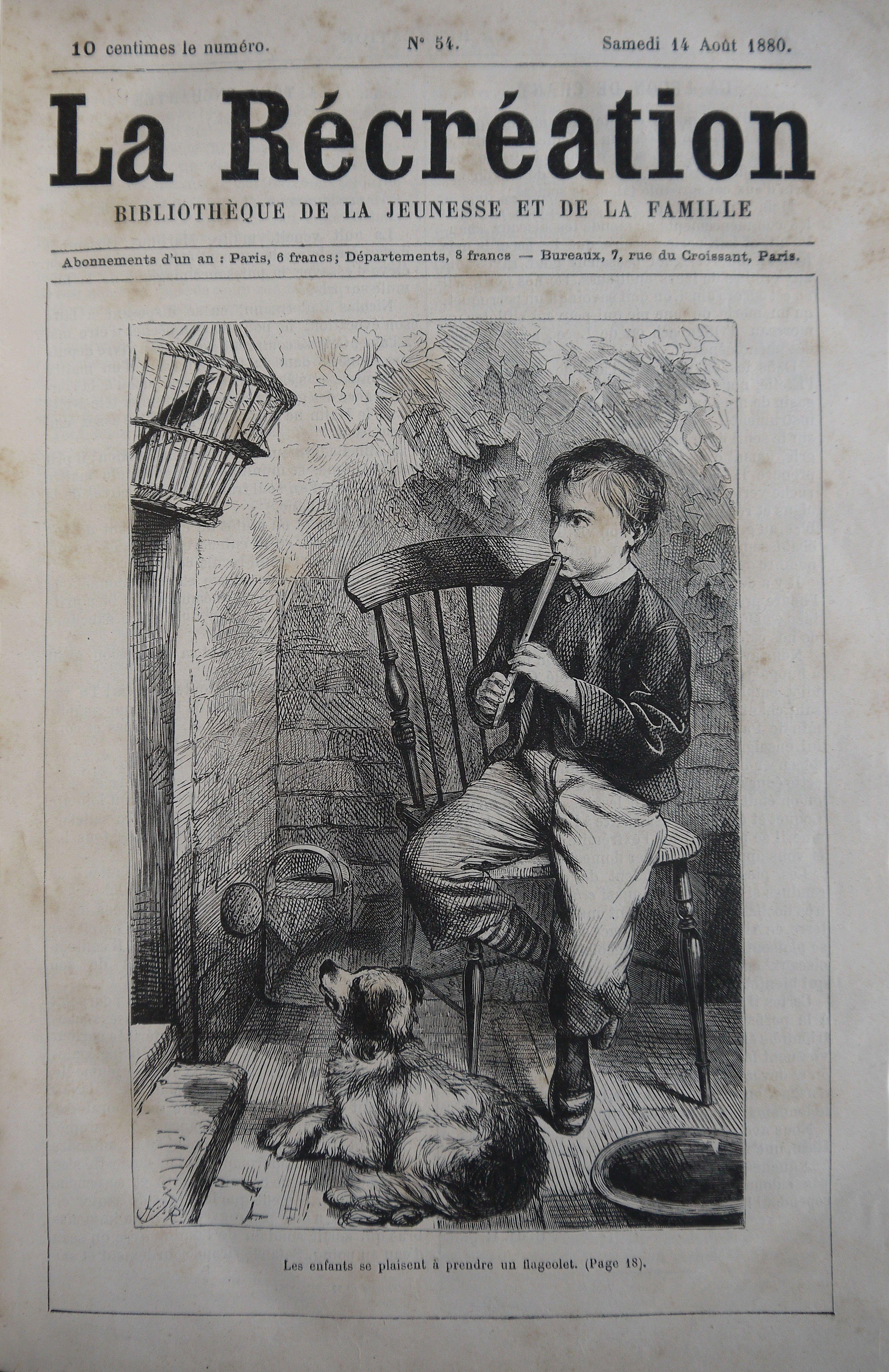
Numéro 54, 14 août 1880, première version.

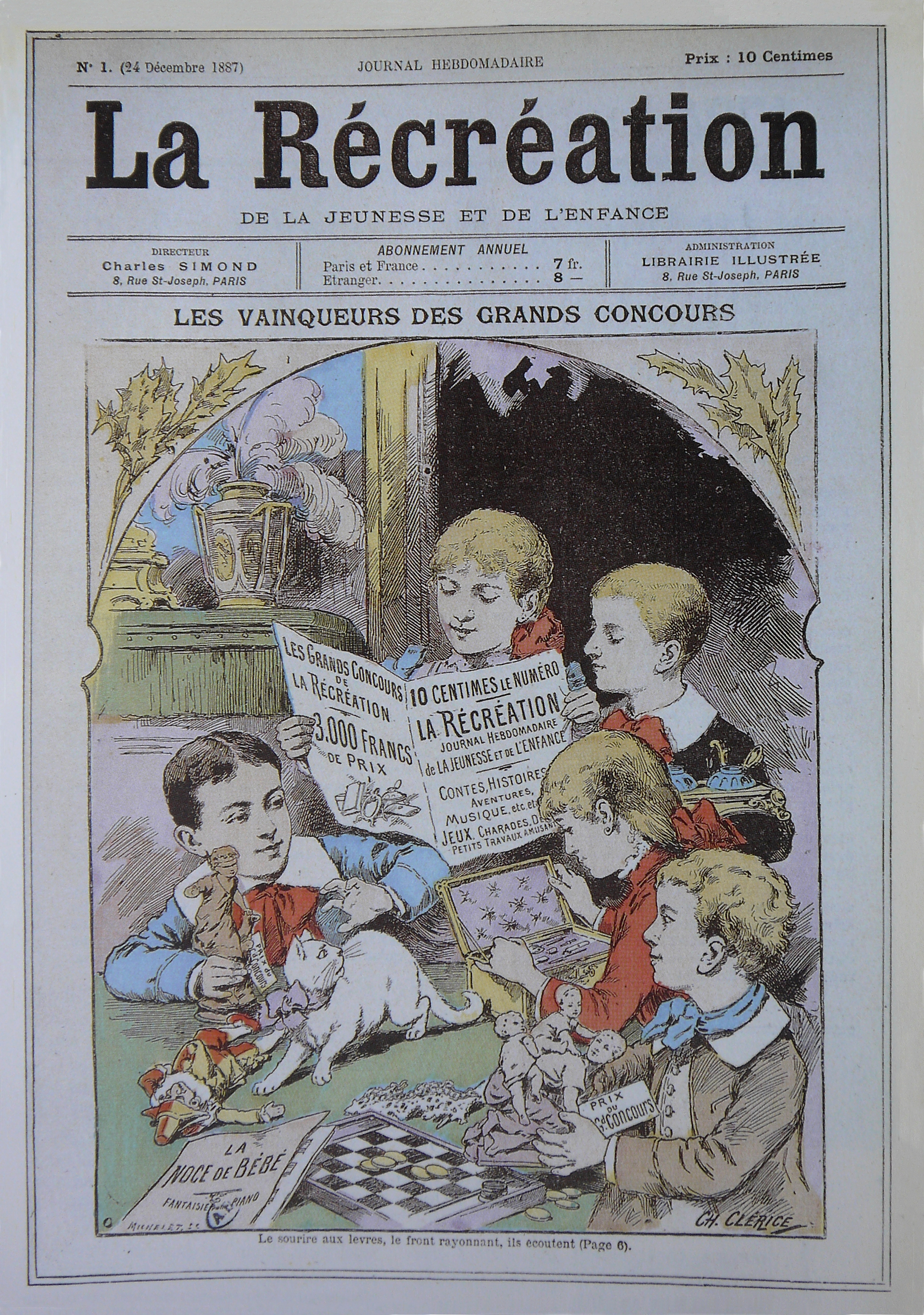
Premier numéro de la deuxième version, 24 décembre 1887.

La Récréation est un hebdomadaire à destination de la jeunesse paru avec ce titre sous deux formes à la fin du XIXe siècle en France. Une formule en noir et blanc parue de 1879 à 1882 avec comme sous-titre La bibliothèque de l'enfance et de la famille. Puis, à partir du 24 décembre 1887 à fin 1888 avec la page de titre en couleur et comme sous titre de la jeunesse et de l'enfance.

## Historique
Les publications destinées à la jeunesse, jusque là embryonnaires, connaissent leur vrai développement en France lors du second Empire. En 1863, le Magasin d'éducation et de récréation, en 1873 Le Journal de la jeunesse.  
- En 1879, La Récréation est un hebdomadaire sur 16 pages au format 29 x 20 cm paraissant le samedi pour un prix de 10 centimes. La première page propose une grande gravure en noir et blanc illustrant un des sujets des pages intérieures. Quelques autres gravures illustrent les pages consacrées à des feuilletons ou des textes variés. La dernière page est consacrée à des jeux d'esprit des rébus, des charades et des énigmes géométriques ou logiques. Le gérant de l'édition est un certain Fleury, les bureaux sont au 7, rue du Croissant à Paris. Les derniers numéros paraissent en 1882.
- Fin décembre 1887, le titre reparaît avec cette fois une première page en couleur, le directeur est Charles Simond, les bureaux sont au 8, rue Saint-Joseph à Paris. Le sous-titre de l'hebdomadaire a changé mais la typographie du titre est identique, le prix est toujours de 10 centimes. Cette formule ne durera qu'une année et le dernier numéro paraîtra fin 1888.